# Damas-et-Bettegney
Damas-et-Bettegney település Franciaországban, Vosges megyében. Lakosainak száma 384 fő (2022. január 1.). Damas-et-Bettegney Madonne-et-Lamerey, Ville-sur-Illon, Circourt, Gorhey, Harol és Hennecourt községekkel határos.

## Népesség
A település népességének változása:
| Lakosok száma | 367  | 370  | 376  | 366  | 365  | 364  | 367  | 382  | 384  |
|               | 2013 | 2015 | 2016 | 2017 | 2018 | 2019 | 2020 | 2021 | 2022 |